# Soraya Arnelas
Soraya Arnelas Rubiales (Valencia de Alcántara, Cáceres, 13 de septiembre de 1982), conocida simplemente como Soraya Arnelas o Soraya, es una cantante, compositora, actriz y modelo española.
Tras darse a conocer en 2005 en el programa Operación Triunfo, debutó discográficamente ese mismo año con Corazón de fuego, bajo el sello Santander Récords, propiedad del compositor y productor Kike Santander. Hasta 2013 ha publicado seis álbumes de estudio, dos reediciones y quince sencillos.
El 16 de mayo de 2009, participó como representante de España en el Festival de Eurovisión, con el tema La noche es para mí.
Algunos de sus sencillos son "Mi mundo sin ti", "Self control", "La noche es para mí", "Live your dreams", "Sin miedo", "Corazón de fuego", "Dreamer", "Feeling you", "Con fuego", "You Didn´t Do It" o "Plastic".
El 5 de septiembre de 2016, se da a conocer que esperaba su primer hijo o hija junto a su actual pareja. Su hija, Manuela de Gracia, nació el 24 de febrero de 2017. A raíz de este evento sufrió una psoriasis por el estrés durante 20 meses, según informó en 2018. Su segunda hija, Olivia, nació mediante cesárea el 27 de octubre de 2021.
La pareja contrajo matrimonio civil el 7 de junio de 2023 en el ayuntamiento de Villar del Olmo.
Según acreditan los Productores de Música de España (Promusicae) cuenta de dos discos de platino y un disco de oro, equivalentes con 200 000 de álbumes certificados.

## Carrera musical

### Juventud e inicios
Nació el 13 de septiembre de 1982 en Valencia de Alcántara (Cáceres, España). Creció y se crio en su pueblo natal en el que realizó sus estudios escolares,hasta 2.º de bachillerato. Formó parte del grupo folklórico Juéllega Extremeña. Tras trabajar un tiempo en Radio Frontera, la radio local, estudió y se dedicó a la profesión de azafata de vuelo, trabajo que durante su aprendizaje le permitió el dominio de inglés, francés y portugués. Soraya entró en el concurso televisivo Operación Triunfo en su cuarta edición. Al contrario que sus compañeros, entró en la academia sin experiencia alguna puesto que nunca había cantado de manera profesional. No fue una de las favoritas del público, pero sí del jurado, que solo la nominó en una ocasión en la que fue salvada por los profesores de la academia. Llegó a la gala final del concurso junto a Sergio Rivero y Víctor Estévez, proclamándose segunda ganadora tras la estrecha victoria de Sergio, que se posicionó como primer ganador con un 53% de los votos frente al 47% conseguido por Soraya.

### 2005: debut en solitario conCorazón de fuego
Tras salir de la academia, Soraya consiguió un contrato discográfico con Vale Music y Santander Récords. El álbum fue grabado entre los meses de octubre y noviembre en Miami y se publicó el 5 de diciembre de 2005, llevando por nombre Corazón de fuego y siendo producido por Kike Santander. Contenía una destacable balada, Cúrame este amor, cantada a dúo con Fran Dieli, otro participante de Operación Triunfo. El primer sencillo del disco fue el tema Mi mundo sin ti, una canción de estilo dance-pop. El álbum entró en la lista de ventas española en el puesto número 17, siendo su máxima posición el número 13. Alcanzó el disco de platino tras vender más de 100 000 copias en España, permaneciendo 29 semanas en la lista de los más vendidos .

### 2006-2007: la etapa de las versiones:Ochenta'syDolce Vita

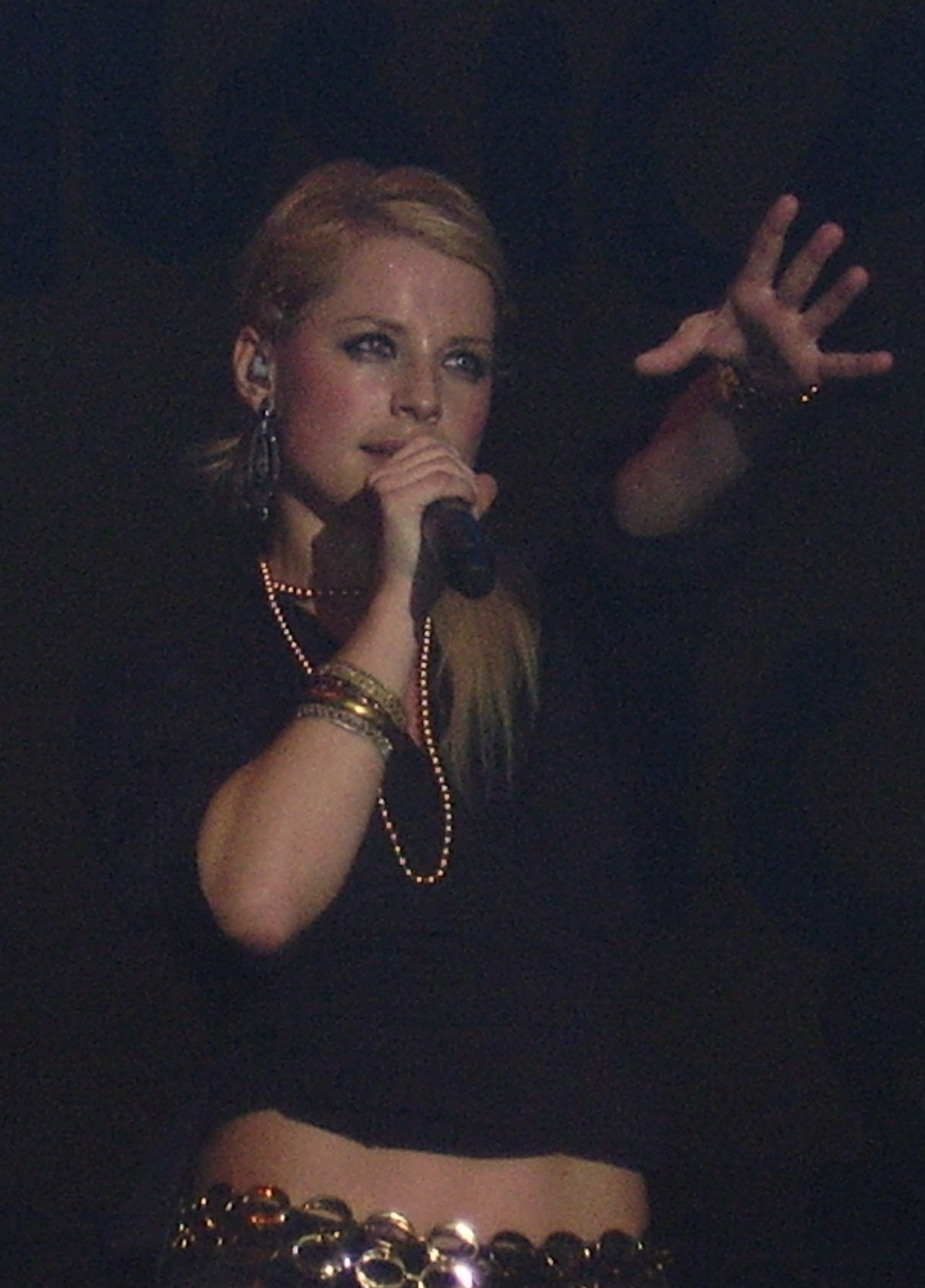
Soraya en las fiestas de La Mercè en 2006.

En 2006, Soraya participó en dos duetos: Fruto prohibido, con el grupo Santa Fe; y No debería, con el baladista Antonio Romero. El verano de dicho año se publica como segundo sencillo Corazón de fuego, canción que daba nombre al álbum, coincidiendo con la primera gira en solitario de Soraya. El segundo álbum de Soraya Ochenta's recuperó once de los grandes éxitos en inglés de los años 80. El disco fue producido por 'Xasqui' y 'Toni Ten' y publicado por Vale Music el 21 de noviembre de 2006. El primer sencillo fue publicado el 14 de noviembre del mismo año y fue el tema Self Control, versión de Raffaele Riefoli. El sencillo consiguió el disco de oro por las más de 10 000 descargas digitales y otro disco de oro por 10 000 politonos vendidos. El segundo sencillo fue Call Me, de Spagna.
La cantante viajó a México durante la primera semana del mes de junio de 2007 para promocionar su segundo álbum Ochenta's. El álbum consiguió llegar al Top 5 de ventas, pese a su discreta entrada en la primera semana de lanzamiento. Permaneció 54 semanas en lista y fue certificado platino tras vender más de 80.000 copias. Tras el éxito de Ochenta's, Soraya y su discográfica deciden volver a versionar temas de los años 80. Así nace Dolce Vita, producido de nuevo por los hermanos Ten y publicado el 11 de septiembre de 2007. Los sencillos promocionales fueron Dolce Vita, de Ryan Paris, y Words, de F. R. David. El álbum debutó en el número 5 de Promusicae. Después de dos meses desde la salida del disco, consiguió el disco de oro tras vender más de 40 000 copias.

### 2008-2009:Sin miedoyLa noche es para míen el Festival de Eurovisión
Sin miedo es el cuarto trabajo discográfico de la cantante extremeña. En él se incluyen canciones como Sin miedo, el primer sencillo y tema que da título al álbum, Give me your love, coescrito por ella misma, o Caminaré, a dúo con Kate Ryan. La producción del disco estuvo a cargo de, por un lado, la factoría Ten Produccions -de los hermanos Xasqui Ten y Toni Ten- que ya produjeron Ochenta's y Dolce Vita, y por otro del productor alemán afincado en Mallorca DJ Sammy, artífice de innumerables grandes éxitos del mejor dance europeo de la última década. El disco debutó en el puesto número 21 de las listas de ventas, siendo la posición más baja obtenida hasta la fecha con sus discos de estudio.
El 17 de diciembre de 2008, a través de un vídeo colgado en la web de MySpace, Soraya hizo pública su intención de participar en la selección de la canción representante de TVE en el Festival de la Canción de Eurovisión 2009, con el tema La noche es para mí siendo también segundo sencillo. El 20 de enero de 2009, se cerraron las votaciones a través de la página de RTVE, consiguiendo 202 198 votos y obteniendo así el segundo lugar en las votaciones generales y el primero en el estilo pop/rock. Gracias a su posición en dicho ranking, Soraya se clasificó directamente para actuar en las semifinales de las galas de TVE de Eurovisión 2009: El retorno. En su semifinal, Soraya se alzó con la victoria al obtener la máxima puntuación del jurado y del público. Dos semanas más tarde, el 28 de febrero, empató con Melody en la gala final, pero a causa del voto de "calidad" otorgado por las normas de RTVE al público, Soraya fue la elegida para representar a España en el Festival de Eurovisión de 2009. Entre los meses de abril y mayo del mismo año, Soraya realizó una gira europea para promocionar su candidatura, los países que visitó fueron Andorra, Bélgica, Países Bajos, Rumanía, Portugal y Suecia. En dicha edición del Festival de Eurovision, Soraya quedó penúltima, en el puesto 24 (empatando con Lituania) de los 25 países concursantes.
El 5 de mayo se lanzó una edición de lujo de Sin miedo en formato CD+DVD, que incluye el álbum íntegro más dos bonus track (una versión remix de La noche es para mí (Deep Central Remix), y Hasta el final, el tema central del reality show de Cuatro, Fama, ¡a bailar!, que interpretó Soraya en la segunda edición del programa) y todos los videoclips de su carrera. El 16 de mayo se celebró la 54.º edición del Festival de Eurovision en Moscú (Rusia). Soraya actuó en última posición, defendiendo los colores de la bandera española en Rusia con un resultado de 23 puntos y clasificando en 24.ª posición. Pese a todo, este puesto no ha afectado en el desarrollo de su carrera musical. El 20 de mayo presentó en la gala 3 de Operación Triunfo 2009 su tercer sencillo "Caminaré". El 23 de junio empezó la 'Gira Sin miedo', donde recorrió gran parte de la geografía española, dando cerca de 30 conciertos. A finales de septiembre, Soraya, junto a Universal Music Group, viajó a América para promocionarse y darse a conocer en el continente americano. Visitó ciudades como Nueva York y México.

### 2010-2011:DreameryDreamer Reloaded
El que es su quinto disco de estudio se lanzó el 28 de septiembre de 2010 por su nueva compañía, Sony Music. El álbum se llama "Dreamer" y ha sido grabado entre España (Barcelona y Madrid) y Turquía, donde se dio forma al dúo con el productor y cantante turco Bedük en el tema "Electric Girl".
El repertorio está compuesto por 11 temas completamente en inglés: Dreamer, Failing me (Runaway) (con letra de Lucie Silvas), Give you up feat Juan Magan, Ticking all the boxes, I got you, You’ve got the music (de los productores Iván Torrent y Jordi Garrido - TeeandGee), Electric Girl feat Bedük, Twilight, Live your dreams (junto a Antoine Clamaran), In my blood y Close to me feat Wally López. La mayoría de las canciones que componen el álbum, recibieron críticas muy positivas. Siendo Dreamer, por tanto, el álbum mejor valorado de la artista. Los críticos musicales contemporáneos resaltaron especialmente los temas: Dreamer, Failing me (runaway), Give you up, You´ve got the music y Live your dreams; también fue resaltada la calidad del cuarto track del CD (Ticking all the boxes), y el sonido tan original de In my blood. Además de la buena acogida por parte de las críticas, Dreamer, obtuvo un buen resultado comercial, ya que, alcanzó el n.º 1 en iTunes y el n.º 8 en la lista de Promusicae de los más vendidos, donde logró permanecer 19 semanas.
Como preámbulo a dicho disco, Soraya lanzó el sencillo titulado "Live your dreams" -a dúo con el Dj francés Antoine Clamaran-, compositor y coproductor del tema, siendo producido por el equipo de David Guetta.
Este sencillo ha sido lanzado de forma independiente a sus trabajos discográficos, aunque se incluye en el disco publicado en septiembre. La promoción de esta canción ha sido una de las mayores que se hayan realizado para Soraya, ya que ha consolidado el lanzamiento internacional definitivo para Soraya.
La canción se presentó el día 20 de febrero en el club Queen en los Champs Elysées de París, en el marco del ``Ministry of Sound World Tour´´. Antoine Clamaran empezó su set y en el momento culminante de su actuación anunció la presencia de Soraya para presentar en vivo el nuevo sencillo, lo que provocó el aplauso generalizado de todo el mundo en la sala. Ambos interpretaron “Live Your Dreams” con una puesta en escena muy cuidada para la ocasión.
El 22 de febrero tuvo lugar una sesión fotográfica conjunta de Soraya y Antoine Clamaran, a cargo de la prestigiosa fotógrafa Marion Maitrejean en el estudio "Le petit oiseau va sortir". Con un montaje muy sencillo, el enfoque de la sesión ofrece una imagen refrescante y desenfadada de Soraya.
El sencillo salió en formato digital el 22 de marzo, debutando en iTunes España en el número 7 el primer día. Desde su salida ha escalado posiciones en listas españolas, francesas y rusas, y empieza a sonar en otros países, pese a estar solo a la venta en digital en España y Francia. 
Durante el 15 y 16 de marzo se rodó en París el videoclip del tema. El escenario elegido es un teatro. El clip fue estrenado en YouTube a finales de junio de 2010.
Debido al éxito de esta primera colaboración, Soraya comienza a trabajar en un segundo sencillo junto a Antoine Clamaran, "Stick Sifht", que sale a la venta en Francia, en formato digital el 24 de enero de 2011. El sencillo ha conseguido ser Top 15 en Francia y suena en países como Rusia, Malta, Suecia, Bélgica y Reino Unido, logrando cruzar el charco hacia el continente americano así como hacia Latinoamérica, donde ha conseguido sonar en países como Venezuela, Argentina o México.
El segundo tema escogido como sencillo del álbum es "Dreamer", canción que da título al disco. Cuyo videoclip fue estrenado el 17 de febrero de 2011.
Tras el álbum Dreamer, Soraya publica esta reedición con los mejores remixes del disco y una nueva portada. Incluye por primera vez Stick Shift, el segundo tema que la cantante española ha grabado con Antoine Clamaran, el DJ y productor francés. 
Dreamer Reloaded incluye remezclas de Brian Cross, Albert Neve, John Shelvin, David Campoy y Víctor Magan. Así como las colaboraciones de Bedük, Wally López, Juan Magan, etc.
El álbum salió a la venta el 17 de mayo de 2011.
Soraya lanzó Feeling You con Antoine Clamaran y Vince M el 16 de enero de 2012 regresando con un sonido con más electrónica que dance volviendo a conseguir un Top 20 en las listas dance francesas

### 2012-presente:Valentía RécordsyUniverse In Me
A finales de 2012 Soraya anuncia su abandono de la discográfica Sony Music para crear su propio sello discográfico 'Valentía Récords'.
En febrero de 2013, lanzó su nuevo sencillo Con fuego, que alcanzó el #1 en iTunes España y permaneció varias semanas en las listas españolas de ventas, de airplay, de Los 40 Principales y de la radio dance Máxima FM. Pasa varios meses en el Top 100 de Streaming oficial de Promusicae y entre las más escuchadas de Spotify España donde supera el millón de reproducciones.
Producido por Tracklacers (productores de temas de The Saturdays, Pink, Christina Aguilera o JLS), "Con fuego" fue grabado en Londres y cuenta con la colaboración del rapero Aqeel, habitual de Zombie Kids.
El videoclip del tema está enmarcado dentro de un cortometraje de alto presupuesto, grabado en la ciudad de Benidorm bajo la dirección de Alberto Evangelio y realizado por la productora Beniwood, nominada al Goya y con numerosos premios en su haber.
En septiembre de este mismo año, se anunció que la grabación de su nuevo álbum, titulado Universe in Me, ya había finalizado; además de desvelarse la lista de canciones del mismo, entre las que no aparecía "Con Fuego". El 7 de octubre salió a la venta en plataformas digitales el primer sencillo: "Plastic", producido por Tortuga Producers (productores de Loreen, Conor Maynard o The Wanted), y con un estilo más pop y chic que su predecesor, obteniendo muy buenas críticas.
El 18 de noviembre de 2013 sale a la venta tanto en formato físico como digital su nuevo disco Universe In Me que se alza en el mismo día de su lanzamiento con el n.º1 en Itunes Dance.

## Discografía
Álbumes de estudio
| Fecha de lanzamiento     | Álbum            | Discográfica  | Posición en lista | Certificación |
| Fecha de lanzamiento     | Álbum            | Discográfica  | España            | Certificación |
| ------------------------ | ---------------- | ------------- | ----------------- | ------------- |
| 5 de diciembre de 2005   | Corazón de fuego | Vale Music    | 13                | 80 000        |
| 21 de noviembre de 2006  | Ochenta's        | Vale Music    | 5                 | 80 000        |
| 11 de septiembre de 2007 | Dolce vita       | Vale Music    | 5                 | 40 000        |
| 14 de octubre de 2008    | Sin miedo        | Vale Music    | 22                |               |
| 28 de septiembre de 2010 | Dreamer          | Sony Music    | 8                 |               |
| 18 de noviembre de 2013  | Universe in me   | Popup Música  | 31                |               |
| 24 de abril de 2020      | Luces y sombras  | Independiente |                   |               |

## Colaboraciones
- Guille Barea - Así es la vida (Operación triunfo 2005)
- Edurne y Lidia Reyes - Ladies Night (Operación triunfo 2005)
- Jesús de Manuel - Corazón Prohibido (Operación triunfo 2005)
- Sergio Rivero - When i Need You (Operación triunfo 2005)
- Idaira y Sandra Polop - River deep, mountain high (Operación triunfo 2005)
- Víctor Estévez Polo - Don't go breaking my heart (Operación triunfo 2005)
- Sandra Polop - Chain of fools (Operación triunfo 2005)
- Víctor Estévez Polo - New York, New York (Operación triunfo 2005)
- Fran Dieli - Cúrame este amor
- Santa Fe - Fruto Prohibido
- Antonio Romero - No Debería
- Kate Ryan - Tonight We Ride / No Digas Que
- Kate Ryan - Caminaré
- Antoine Clamaran - Live your Dreams
- Bedük - Electric Girl
- Juan Magan - Give You Up
- Wally López - My Blood
- Wally López - Close To Me
- Antoine Clamaran - Stick Sifht
- Antoine Clamaran - Feeling You
- Aqeel - Con Fuego
- Mariien Baker - You and I
- Binomio y Esteban López - Share our history
- Jon Secada - Por si no vuelves
- Chenoa - Rompecabezas
- Critika - Las estrellas que esperen
- David Botero - Mala Mala
- Zade Dirani - Latidos
- Manuela de Gracia - Contaré hasta diez
- Binomio y Esteban Lopez - Pati Pati patá (El lobo)
- Bombai - Lo bueno
- Julian Poker - Mysterious times
- Lorca - Besame en la boca
- Julian Poker - Get it up
- Cristina Ramos - La isla fantástica
- Jorge González - Agüita
- Julian Poker - One & One

## Carrera televisiva

### Mira quien baila(2006)
Soraya participó en una edición especial del afamado concurso, que tuvo lugar en las navidades de 2006. Esta edición, en vez, de seguir el transcurso normal del programa, duró solo un mes. Y, en vez de ofrecer un periodo de prueba a los concursantes, durante las primeras galas, sin que ninguno de ellos fuera expulsado; desde el primer momento, se comenzó a eliminar gente.
Soraya fue salvada por el público asistente en la primera gala, puesto que, el jurado la puso en la palestra. Pese a eso, fue evolucionando poco a poco, hasta coronarse como segunda ganadora del programa, quedando solo por detrás del cantante David Bustamante.

### El club de Flo(2006-2007)
Soraya llegó a un acuerdo con la productora Globomedia para participar en el concurso de monólogos con famosos “El Show de Flo” en su segunda temporada, presentado por Florentino Fernández y que emitió La Sexta en la noche del martes entre octubre de 2006 y enero de 2007.
Concursó junto a famosos como Eva González (ganadora de la edición), Terelu Campos, Mayra Gómez Kemp, Raquel Revuelta, Julio Iglesias, Jr., Víctor Janeiro y Sofía Mazagatos, entre otros.
El ganador obtenía un premio económico, que donaba a una ONG o asociación con fines benéficos.

### La batalla de los coros(2009)
La batalla de los coros es un concurso que se emitió los miércoles a las 22:15 en la cadena de televisión española Cuatro en enero de 2009, presentado por Josep Lobató. En él, 5 cantantes (Lolita, Marta Sánchez, Soraya, Mikel Erentxun y Manu Tenorio) competían entre sí dirigiendo un coro formado por 20 cantantes amateurs elegidos por ellos mismos en la ciudad que habían escogido. El premio era destinado a una causa benéfica.
Soraya fue la cantante directora del grupo azul. Realizó el casting en su pueblo natal, Valencia de Alcántara (Cáceres) y su premio estaba destinado a la Asociación para integración de discapacitados psíquicos de Valencia de Alcántara. Tras las 4 galas, su coro quedó en segunda posición, ganando el dirigido por Mikel Erentxun.

### Generación de estrellas(2010)
Generación de estrellas es un talent show musical producido para la Forta, que emitieron Canal 9, Telemadrid, Canal Sur, Aragón TV, 7RM Murcia y Castilla-La Mancha TV, presentado por Silvia Jato.
Consistía en que 16 parejas con vínculos familiares compitieran por demostrar sus aptitudes musicales. Los concursantes estaban divididos en dos grupos “júnior y “sénior”. El grupo “júnior” integraba a los miembros de cada pareja de menor edad y el grupo “sénior” a los miembros de mayor edad.
Soraya formó parte del jurado de dicho programa, acompañada por José María Íñigo, Manu Tenorio y Eva Perales.

### Cabaret Olé(2012)
El 14 de noviembre de 2012 presentó el Programa Cabaret Olé en el Late Night de Telecinco

### Buenas migas(2013)
Colaboración en el programa de cocina de Canal Extremadura cada viernes.

### ¡A bailar!(2014)
Concursante y ganadora del programa de baile de Antena 3, junto a su pareja el modelo Miguel Herrera.

### ¡Vaya fauna!(2015)
Fue un programa de televisión presentado por Christian Gálvez y emitido en Telecinco desde el 1 de julio de 2015 y hasta el 5 de agosto de 2015. Se trataba de un talent show en el que concursan diferentes animales y sus dueños. Los animales, obedeciendo órdenes de sus propietarios, muestran una habilidad o destreza en la que hayan sido adiestrados. El premio final consiste en 25.000 euros. El programa está basado en el formato sueco Eei Eei Ooh.

### Tú sí que sí(2017-2018)
El programa vuelve en 2016 a La Sexta de la mano de Cristina Pedroche bajo el título de ¡Tú sí que sí!.

### Samanta y...(2017)
En 2017 apareció como invitado en un programa de Samanta y... relacionado con la maternidad presentado por Samanta Villar.

### Tu cara me suena(2018)
En la sexta edición del programa, Soraya acudió como invitada. Eso le valió para ser concursante de la séptima edición.

## Carrera interpretativa
Pese a que siempre quiso ser actriz, su andadura por estas lides llegó en febrero de 2010, cuando se estrenó como actriz principal, protagonizando el corto Triste soledad de un violinista, del director gallego Roberto Lolo. Comparte reparto y protagonismo con Marcos Valcárcel y Alberto Amarilla.
Anteriormente a este corto, Soraya ha realizado distintos cameos en series de televisión como 7 vidas o Manolo y Benito Corporeision y programas cómo La hora de José Mota y El programa de Berto.
Antes de saltar a la fama, concretamente entre 2000 y 2001, dejó todo atrás en su Valencia de Alcántara natal y viajó hasta Madrid en busca de una oportunidad en el mundo de la interpretación. Para ello, se presentó a algún que otro casting; pero como la suerte no la acompañó, y la situación económica por la que pasaba la cantante era muy complicada, tuvo que abandonar su sueño para dedicarse a la profesión de azafata de vuelo.
En 2018 protagoniza su primer largometraje, La Bola Dorada.

## Filmografía

### Películas
| Películas | Películas                       | Películas     | Películas       |
| Año       | Título                          | Personaje     | Notas           |
| --------- | ------------------------------- | ------------- | --------------- |
| 2012      | Triste soledad de un violinista | La chica      | Cortometraje    |
| 2013      | On Fire                         | Molly Roberts | Cortometraje    |
| 2018      | La bola dorada                  | Natalia       | Papel principal |

### Series de televisión
| Series de televisión | Series de televisión         | Series de televisión | Series de televisión |
| Año                  | Título                       | Personaje            | Notas                |
| -------------------- | ---------------------------- | -------------------- | -------------------- |
| 2006                 | 7 vidas                      | Ella misma           | 1 episodio           |
| 2007                 | Manolo & Benito Corporeision | Valentina            | 1 episodio           |
| 2017                 | Ella es tu padre             | Cantante             | 1 episodio           |

### Programas de televisión
| Programas   | Programas                   | Programas          | Programas                   |
| Año         | Título                      | Cadena             | Notas                       |
| ----------- | --------------------------- | ------------------ | --------------------------- |
| 2005        | Operación Triunfo 2005      | Telecinco          | Concursante - 2.ª finalista |
| 2006 - 2007 | El Club de Flo              | La Sexta           | Participante                |
| 2009        | Eurovisión 2009: El Retorno | TVE                | Concursante - Ganadora      |
| 2009        | La Batalla de los Coros     | Cuatro             | Participante                |
| 2010        | Generación de Estrellas     | FORTA              | Miembro del jurado          |
| 2012        | Cabaret Olé                 | Telecinco          | Presentadora                |
| 2014        | ¡A Bailar!                  | Antena 3           | Concursante - Ganadora      |
| 2015        | ¡Vaya fauna!                | Telecinco          | Miembro del jurado          |
| 2017        | Tú sí que sí                | La Sexta           | Miembro del jurado          |
| 2018        | Tu cara me suena 7          | Antena 3           | Concursante - 3.ª finalista |
| 2018        | Trabajo Temporal            | TVE                | Participante                |
| 2021        | Celebrity Bake Off          | Amazon Prime Video | Concursante - 7.ª expulsada |
| 2022        | Sálvame Mediafest           | Telecinco          | Artista y jurado            |
| 2022        | ¡Viva la fiesta!            | Telecinco          | Invitada                    |
| 2023        | Drag Race España            | Atresplayer        | Jurado invitada             |
| 2025        | Masterchef Celebrity        | La 1               | Concursante                 |

## Publicidad
- 2010: Imagen del nuevo catálogo de la firma de joyería y complementos Cristian Lay.[52]
- 2008: Campaña de Turismo de Extremadura (Somos Extremadura), junto con Alberto Amarilla, Berta Collado, José Manuel Calderón, Raquel Sánchez Silva y Jesús Sánchez Adalid.[53]
- 2007: Campaña publicitaria para Clearasil Ultra, un producto para el cuidado facial.[54]
- 2017: Embajadora de zapatos mujer Lumberjack en la feria de Calzado Momad Shoes[55]
- 2018: Imagen y voz del spot publicitario de Jaguar para el nuevo modelo Jaguar E-Pace
- 2020: Lanza su propia línea de ropa, con la marca Chochete.[56]

## Publicaciones
Soraya ha sido reclamada por multitud de publicaciones para hacer reportajes, entrevistas y posados.
Ha sido portada de:
- 2008: FHM España.[57]
- 2009: Sesión de fotos en Nueva York con lencería para Victoria's Secret para publicaciones en Estados Unidos y América Latina.[58]
- 2010: Integral (Venezuela).[59]
- 2010: Must! Magazine.[60]
- 2011: Interviú.[61]

## Solidaridad y obras benéficas
Soraya también ayuda y colabora en nobles causas de bien social, por la infancia y las personas, de diferentes partes del mundo.
A finales de octubre de 2006, Soraya se trasladó junto con la ONG Global Humanitaria a Perú para vivir de primera mano lo que viven diariamente los habitantes del país, pero sobre todo como encargada de llevar el mensaje a España, de la falta que hace de que todos nos concienciemos en que tenemos que ayudar y apadrinar a niños y niñas.
Desde entonces sigue colaborando con dicha ONG, es madrina de uno de sus proyectos e imagen en reportajes sobre la organización.
Además, en momentos puntuales, ayuda y apoya a otras organizaciones.

## Premios y condecoraciones
2006
- Premio a “Artista Revelación 2006” de Punto Radio. España, febrero de 2006.[63][64]
- Premio a “Artista Revelación 2006” de la Revista Shangay. España, 26 de junio de 2006.[63]
- Premio “Extremeños de Hoy” del Diario HOY. España, 5 de octubre de 2006.[65]

2007
- Premio Números 1 de Cadena 100 como “Solista Revelación del Año”. España, 21 de mayo de 2007.[66]

2008
- Medalla de Extremadura concedida por la Junta de Extremadura. España, 8 de septiembre de 2008.[67]

2009
- Premio Kapital al "Mejor Trabajo Discográfico" por La noche es para mí. España, 26 de abril de 2009.[68]
- Premio Estar en la Onda 2009 de Estar en la Onda (Onda Campus). España, 21 de agosto de 2009.[69]
- Título de "Hija Predilecta" concedido por el Ayuntamiento de Valencia de Alcántara. España, 6 de noviembre de 2009.[70]

2010
- Premio Must! a "Mejor Portada Must! del Año". España, 11 de mayo de 2010.[71]
- Premio FG Awards 2010 a "Best Single Radio" (mejor sencillo del año) por Live your dreams. Mónaco, 11 de noviembre de 2010.[72]
- Mejor Álbum Dance 2010 en iTunes por "Dreamer". España, diciembre de 2010.[73]

2011
- Premio Punto Radio Rioja a "Mejor Disco del Año" por "Dreamer". España, 9 de mayo de 2011.[74]
- Premio Must! a "Mejor artista mainstream". España, 14 de junio de 2011.

2013
- Premio Vicious Magazine a Mejor vocalista Dance en los Vicious Award 2012. España, enero de 2013.